# Futoshi Uehara
Futoshi Uehara (上原太, Uehara Futoshi, nascido em 15 de abril de 1980), conhecido também como Ue-chan (上ちゃん) é o baixista e membro atual da banda japonesa de metal Maximum the Hormone. Ele foi o último a se juntar à banda em substituição de seu ex-baixista "Key" que saiu em 1999. Uehara é o membro mais novo da banda. Ele raramente canta, mas em algumas músicas tais como "Houchou Hasami Cutter Knife Dosu Kiri", "Kyoukatsu" e "Nigire Tsutsu", Uehara fornece vocais de apoio.

## Carreira
Seu início em uma banda aconteceu em Maximum the Hormone, onde havia tomado o posto vago que havia deixado Key ao se retirar. Ao começar a tocar com a banda, obteve uma fama com a técnica slapping, que contribuiu com o sucesso da banda.
Até o momento, Futoshi gravou com a banda os álbuns: Ootori (Hou) (鳳 (ほう), 2001), Mimi Kajiru (耳噛じる, 2002), Kusoban (糞盤, 2004), Rokkinpo Goroshi (ロッキンポ殺し, 2005), Buiikikaesu (ぶっ生き返す, 2007) e Yoshu Fukushu (予襲復讐, 2013).

## Estilo e influência
Na maioria das faixas da banda Futoshi utiliza a técnica de slapping, característica incomum do nu metal, e mais pesado ao invés do estilo funky.
O estilo de tocar de Uehara é altamente influenciado por Flea, o baixista da banda Red Hot Chili Peppers. Em muitas das músicas da banda seu tocar é facilmente audível sobre os vocais agressivos e refrões de baixo.